# Chiayi-Ostbezirk
Chiayi-Ostbezirk (chinesisch 嘉義市東區, Pinyin Jiāyì shì Dōngqū, taiwanisch: Ka-gī-chhī Tang-khu) ist ein Bezirk der taiwanischen Stadt Chiayi, Sitz der Stadtregierung und der Nationaluniversität Chiayi (國立嘉義大學 National Chiayi University).

## Lage und Beschreibung
Der Chiayi-Ostbezirk grenzt im Westen an den Chiayi-Westbezirk, mit dem zusammen er die Stadt Chiayi bildet. Ansonsten ist er von Landgemeinden des Landkreises Chiayi umgeben: Minxiong im Norden, Zhuqi und Fanlu im Osten sowie Zhongpu im Süden. Im Südosten des Bezirks befindet sich der Stausee Lantan. Die Stadt Chiayi liegt im Norden der Jianan-Ebene.

## Geschichte

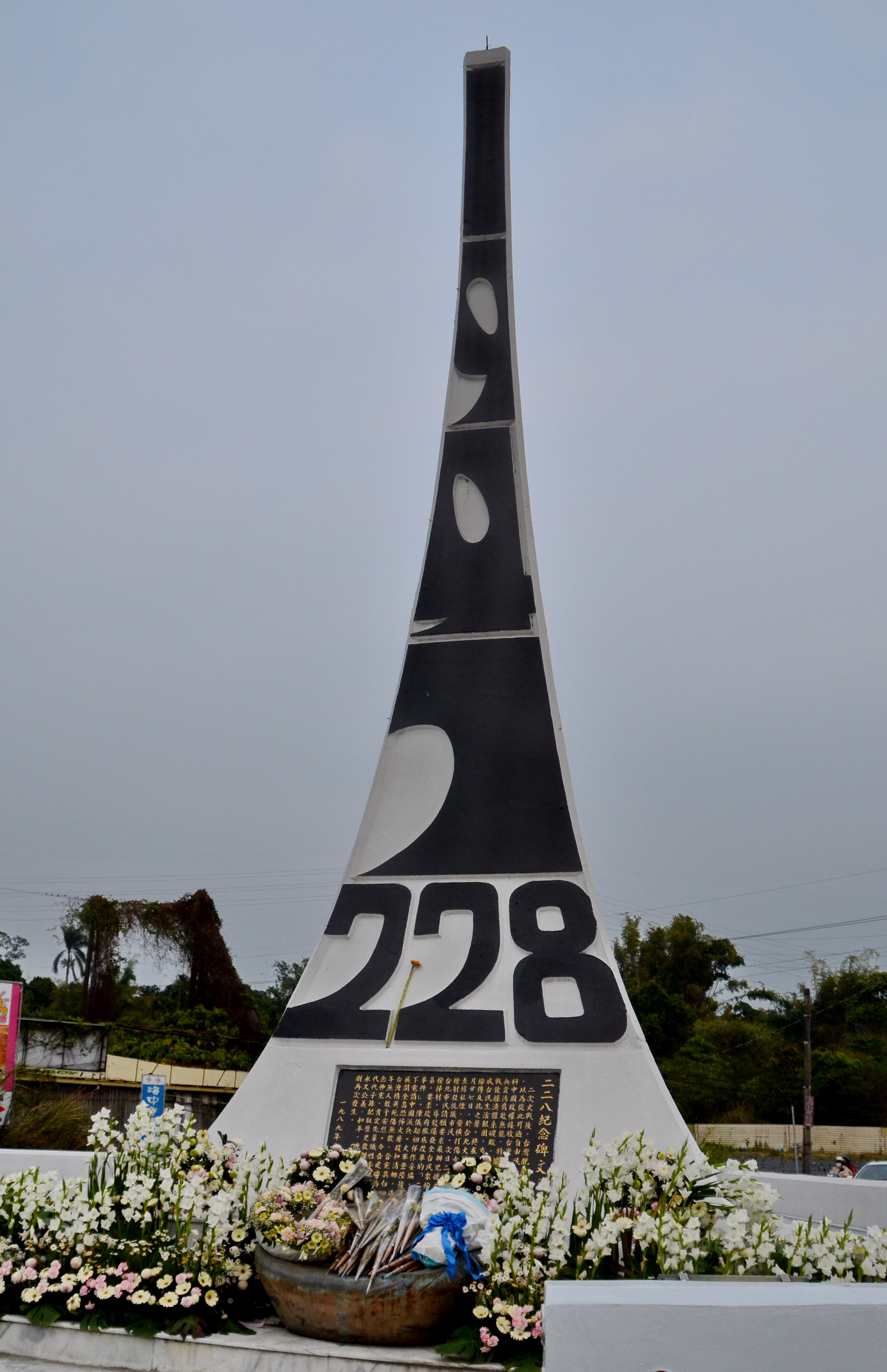
Das 228-Mahnmal

Das Gebiet der heutigen Stadt Chiayi war ursprünglich vom taiwanischen Ureinwohnervolk der Hoanya bewohnt. Im 17. Jahrhundert stand die Gegend unter Kontrolle der Niederländer und des Königreichs Tungning, bevor es während der Qing-Herrschaft über Taiwan dem Landkreis Zhuluo angehörte, dessen gleichnamige Hauptstadt im heutigen Chiayi-Ostbezirk lag. 1787 wurde der Ort in Chiayi umbenannt.
Chiayi war einer der Hauptschauplätze der Unruhen im Zuge des Zwischenfalls vom 28. Februar 1947, woran heute das 228-Mahnmal des sich im Ostbezirk befindenden Chiayi-Parks erinnert.
Die Teilung der Stadt in einen West- und einen Ostbezirk, etwa entlang der Wenhua Road (文化路) und der Guohua Street (國華街), erfolgte im Jahr 1990.

## Verkehr und Wirtschaft
Der Ostbezirk ist über den Bahnhof Jiabei (嘉北車站) an die Westliche Hauptlinie der Taiwanischen Eisenbahn angebunden. Durch den Bezirk führen die Autobahn Nationalstraße 1 und die Provinzstraßen 1 und 18. Des Weiteren gibt es den Bahnhof Beimen (北門車站) der Alishan-Waldbahn. Der öffentliche Nahverkehr besteht aus Buslinien.
Die Stadt Chiayi war wie der sie umgebende Landkreis früher von Reis- und Zuckerrohranbau geprägt. Zur Zeit der japanischen Herrschaft über Taiwan gab es vermehrt kleine und mittlere Unternehmen. Erst nach dem Zweiten Weltkrieg siedelten sich auch größere Industrieunternehmen an.

## Kultur und Sehenswürdigkeiten

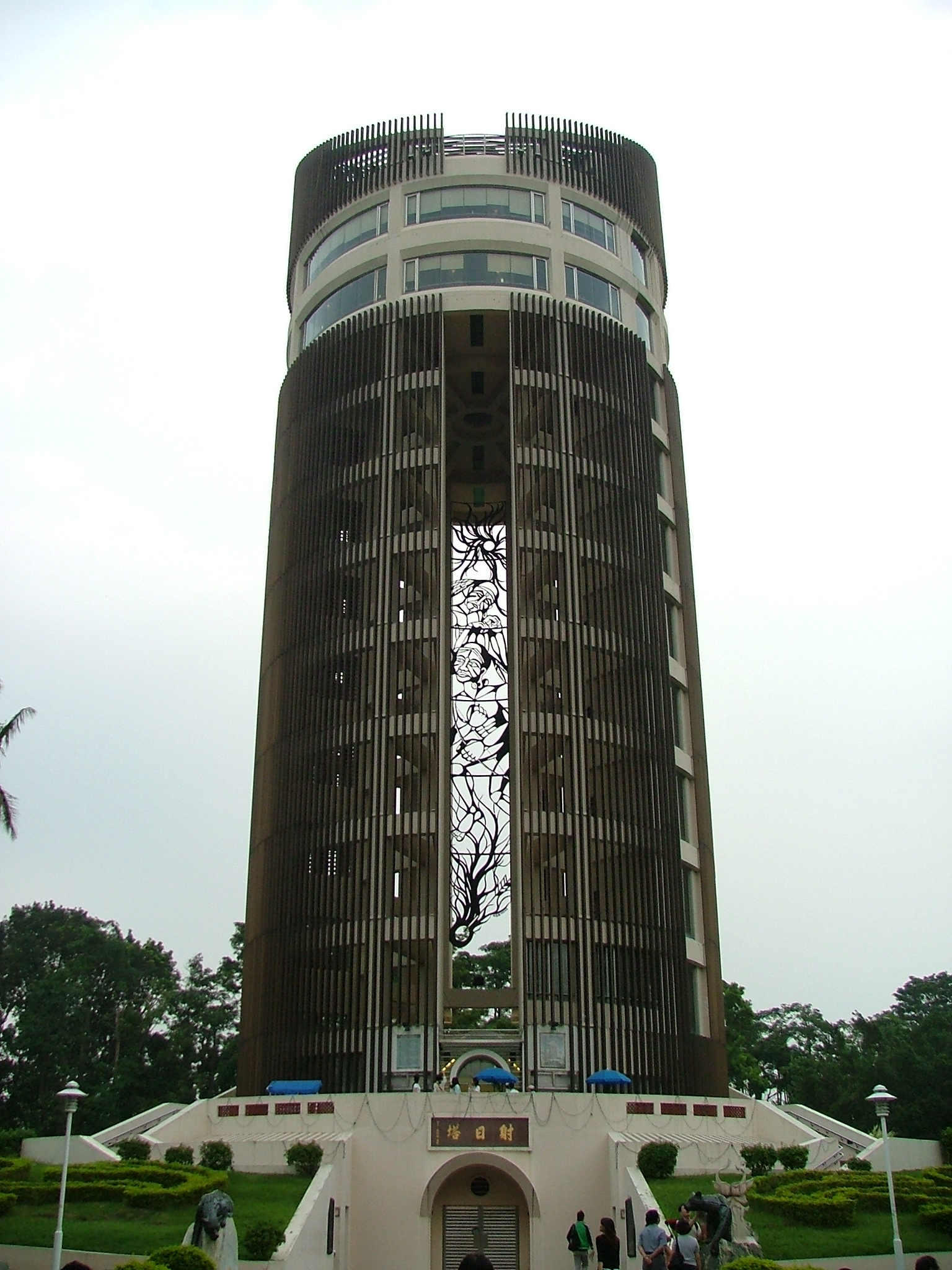
Der Sonnenschuss-Turm

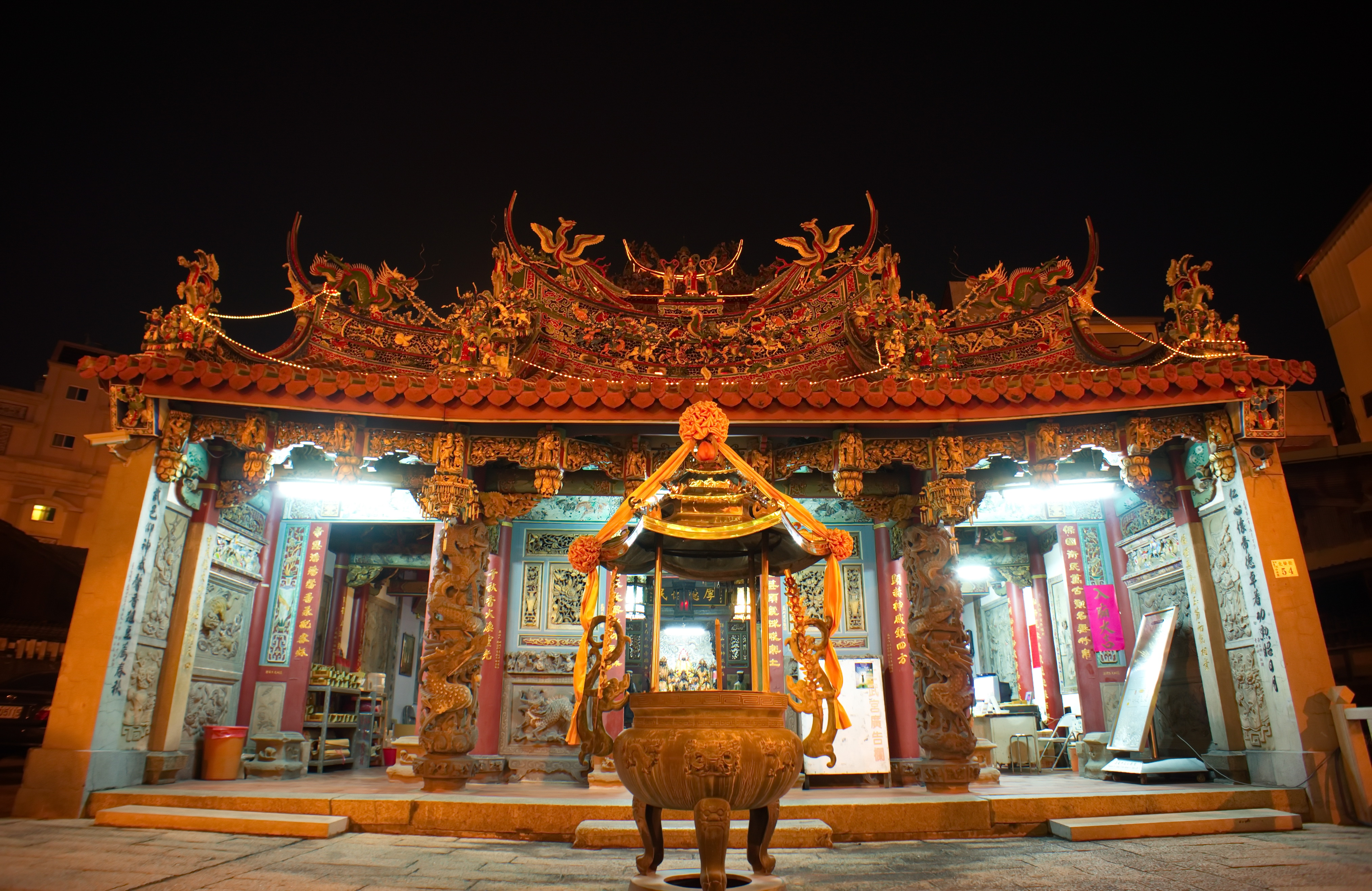
Der Renwu-Tempel

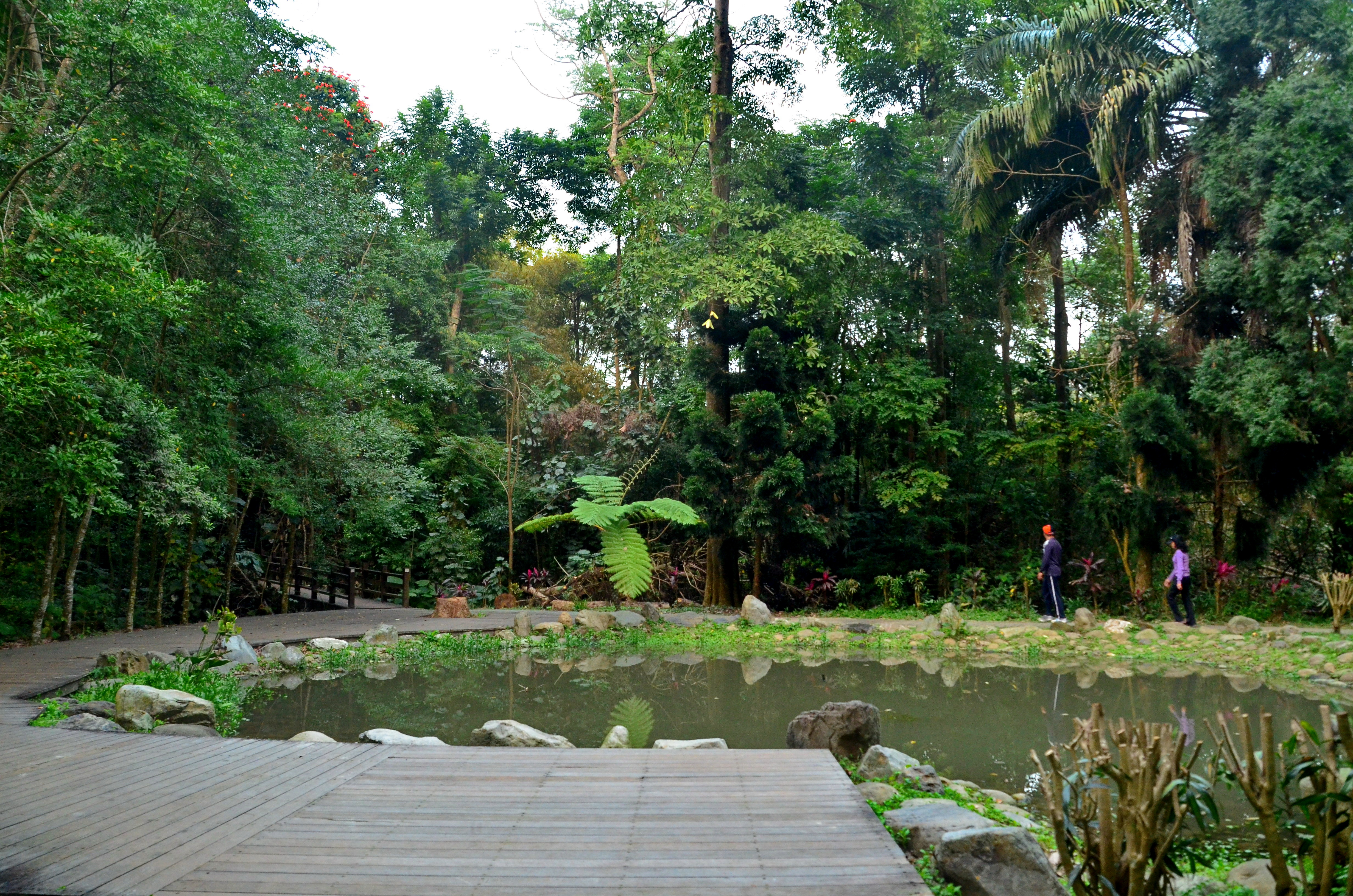
Im Botanischen Garten

Im Ostbezirk befinden sich zwei Wahrzeichen der Stadt Chiayi. Zum einen handelt es sich um das 228-Mahnmal (二二八紀念碑), das an den Zwischenfall vom 28. Februar 1947 und seine Opfer erinnert. Bei seiner Fertigstellung im Jahr 1989 war es das erste Denkmal dieser Art in Taiwan. Das andere Wahrzeichen ist der 62 m hohe Sonnenschuss-Turm (射日塔 She Ri Ta) im Chiayi-Park, der an eine Sage der Pingpu-Völker erinnert und 1997 an der Stelle eines ihrer ehemaligen Heiligtümer errichtet wurde.
In Chiayi-Ost gibt es eine Reihe daoistischer und buddhistischer Tempel. Ältester Tempel und ein religiöses Zentrum des Bezirks ist der 1677 eingeweihte Renwu Gong (仁武宮), in dem als Hauptgottheit Baosheng Dadi verehrt wird. Das Heiligtum liegt an der Grenze zum Westbezirk in der Mitte der Stadt Chiayi. Unweit davon befindet sich der Chiayi-Park (嘉義公園), der während der japanischen Kolonialzeit im Jahr 1911 eröffnet wurde. Im Park liegt der Konfuziustempel von Chiayi (嘉義孔子廟), dessen Anfänge bis ins Jahr 1706 zurückreichen.
Der Ostbezirk beherbergt einige christliche Gemeinden und die Bischofskirche St. Johannes (聖若望主教座堂) des Bistums Chiayi.
Eine Attraktion des Bezirks ist das Eisenbahndepot der Alishan-Waldbahn (阿里山森林鐵路車庫園區), wo alte Lokomotiven besichtigt werden können. Im Ostbezirk befindet sich auch der 1908 eröffnete Botanische Garten von Chiayi (嘉義植物園).